# 기원전 20년

## 연호
- 전한(前漢) 홍가(鴻嘉) 원년

## 기년
- 전한(前漢) 성제(成帝) 13년
- 신라(新羅) 혁거세 거서간(赫居世居西干) 38년
- 고구려(高句麗) 동명성왕(東明聖王) 18년

## 사건
- 음력 2월 - 신라가 마한에 사신 호공(瓠公)을 보냈는데, 조공을 바치지 않는 것을 탓하는 마한 왕에게 호공이 그럴 필요가 없다 해 마한 왕이 분노해 죽이려 했으나 신하들의 만류로 놓아주었다.[1]

## 탄생
- 헤로데 안티파스 - 갈릴리와 페레아의 통치자

## 참고 문헌
- 김부식 (1145). 〈권제1 혁거세 거서간 條〉. 《삼국사기》.